# Ďurčiná
Ďurčiná is een Slowaakse gemeente in de regio Žilina, en maakt deel uit van het district Žilina.
Ďurčiná telt 1.077 inwoners.